# نهر بيدنيتز
نَهْر رِيدنيِتز (بالأَلمانِيَّة: Rednitz Fluss) هُو مَجرى مائِيّ طبِيعِيّ أَلمانِيّ. يَنشأ نَهر رِيدنيِتز في بَلدَة جِيُورجِينسّجِمُوند في مِنطقَة غُوت التَّابعة لمُحافظة فرانكُونيَا الوُسطَى أو كما تعرُّف بمِيتلَّ فرَآنكنّ في وِلاَية باڤارِيا في جُمهُوريَّة أَلمَانيَا الاِتّحاديّة؛ جَرَاء التقاء نهرِيّ فرانكيش ريزات مع شڤابيش ريزات؛ ويُواصِل النّهر جريانهُ لمَسَافَة 46 كم تقريباً، مُشَكِّلاً في مسَارِهِ عددٍ مِن البحرِيّات، والفُرُوع النَهرِيّة الصغِيرة؛ ومُلتقياً فِي طرِيقة بِعددٍ مِن البلدات والمُدُن الباڤارِيَّة قَبل أَن يصبّ في نَهر رِيغنيِتز في مدِينة فُورَّت في مُحافظة فرانكُونيَا الوُسطَى.

## صُور

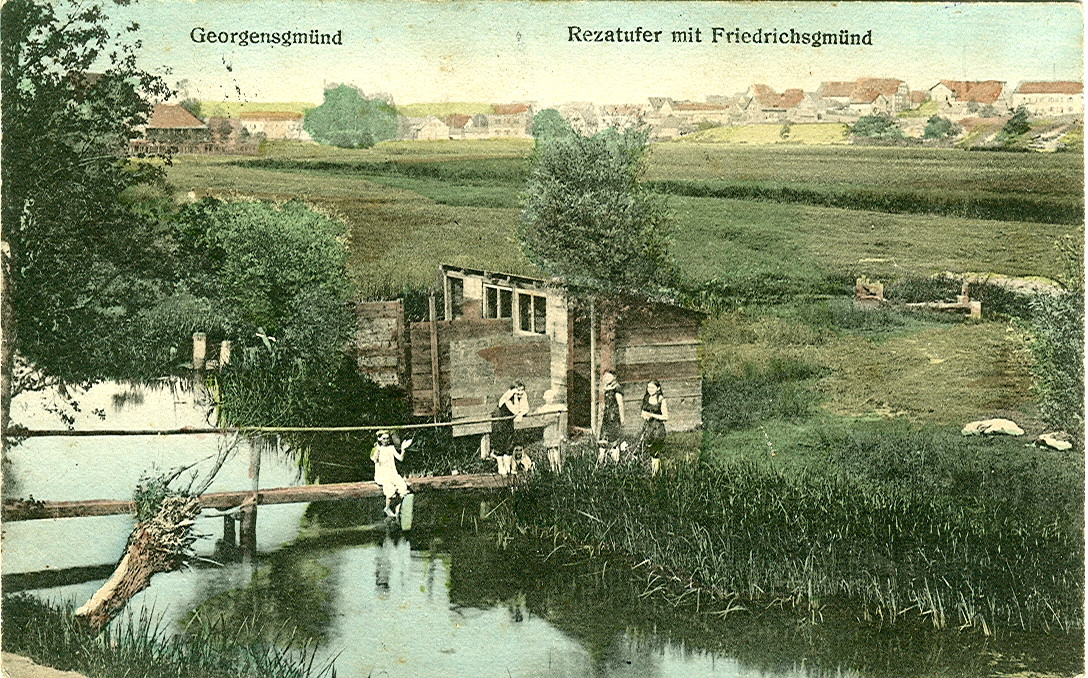
صُورة لِفتيات يمرحُون بِالقُرب مِن نهر رِيدنيِتز على بِطاقة برِيدِيَّة مِن العام 1918م.
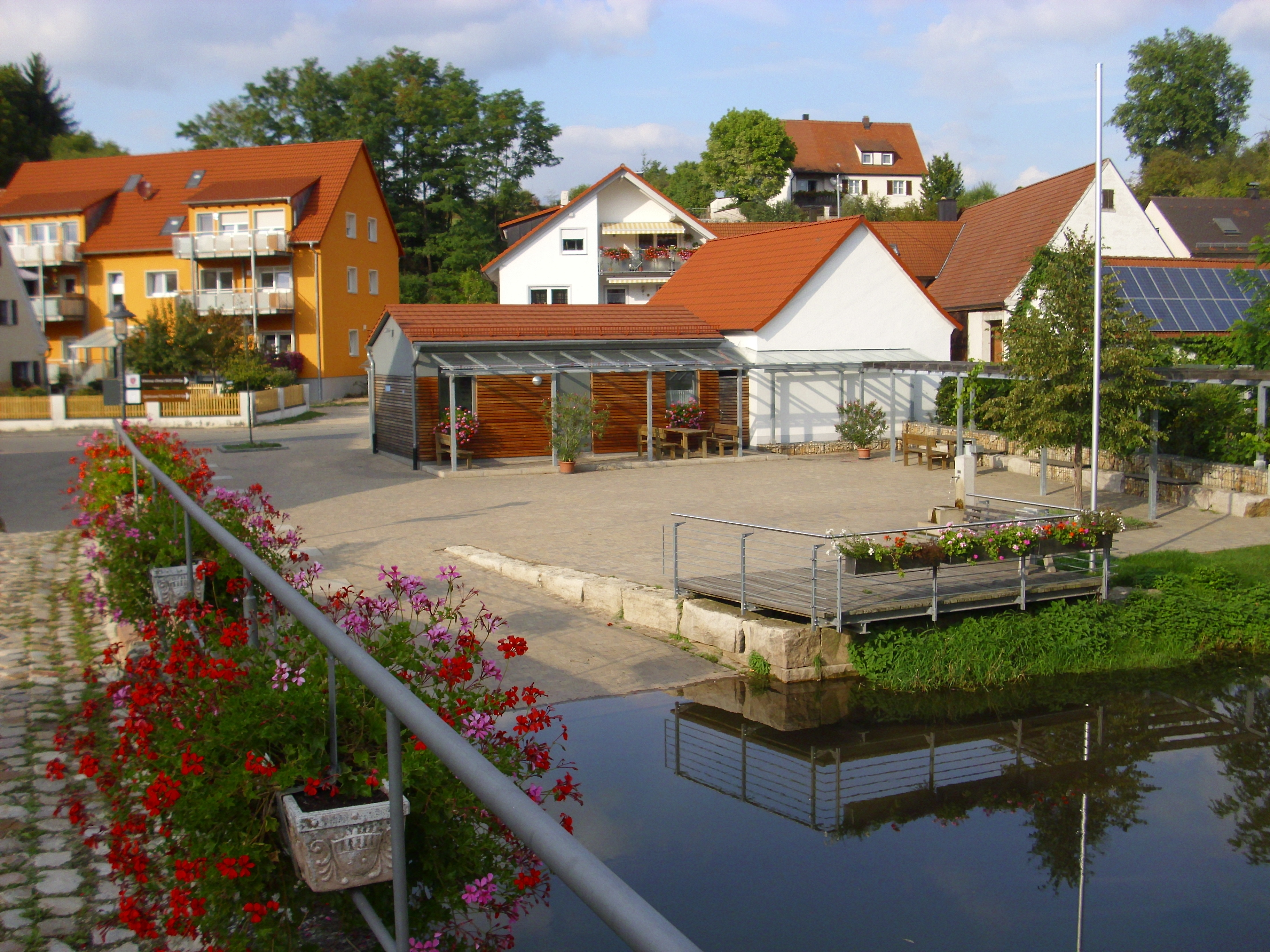
وُرُود على أحد جُسُور نَهر الرِيدنيِتز.
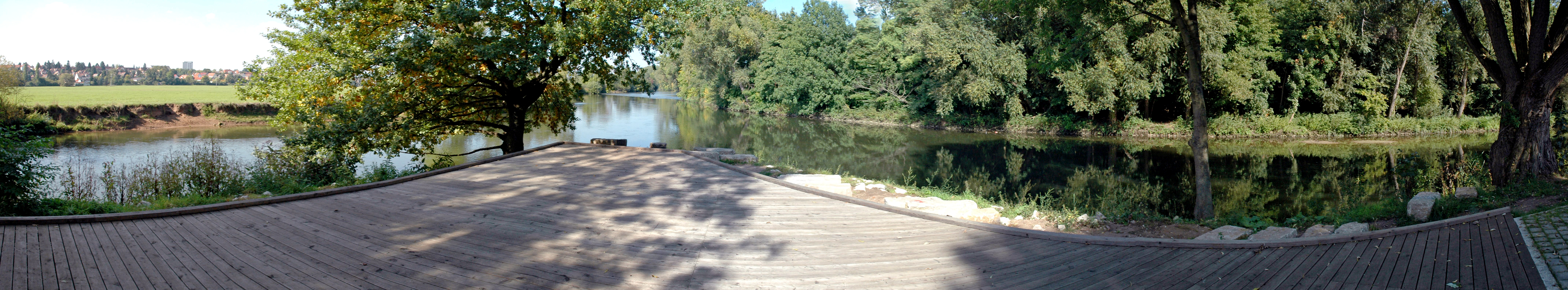
صُورة لِمصبّ نَهر رِيدنيِتز في نَهر رِيغنيِتز في مدِينة فُورَّت.